# Basquiat (film)
Pour les articles homonymes, voir Basquiat.
Pour plus de détails, voir Fiche technique et Distribution.
Basquiat est un film américain réalisé par Julian Schnabel, sorti en 1996. Il retrace la vie de l'artiste post-moderne et néo-expressionniste américain Jean-Michel Basquiat.

## Synopsis
Jean-Michel Basquiat, né à Brooklyn (États-Unis), va devenir le pionnier de la figuration libre et premier artiste de type africain à connaitre une réussite exceptionnelle dans le monde de l'Art Contemporain occidental.

## Fiche technique
- Titre : Basquiat
- Réalisation : Julian Schnabel
- Scénario : Lech Majewski et Julian Schnabel
- Production : Peter Brant et Joseph Allen
- Société de production : Warner Bros.
- Musique : John Cale et Julian Schnabel
- Photographie : Ron Fortunato
- Montage : Michael Berenbaum
- Société de production : Eleventh Street Production et Miramax Films
- Pays d'origine :  États-Unis
- Langue : anglais
- Format : Couleurs - 1.85:1 - Dolby - 35 mm
- Genre : film biographique, comédie dramatique
- Durée : 108 minutes
- Budget : 3 300 000 $
- Dates de sortie : 
  - États-Unis : 9 août 1996
  - France :  27 mars 1997

## Distribution
- Jeffrey Wright (VF : Olivier Jankovic) : Jean-Michel Basquiat
- Michael Wincott (VF : Pierre-François Pistorio) : René Ricard
- Benicio del Toro (VF : Guillaume Orsat) : Benny Dalmau
- Claire Forlani : Gina Cardinale
- David Bowie (VF : Bernard Alane) : Andy Warhol
- Dennis Hopper (VF : Bernard Tiphaine) : Bruno Bischofberger
- Gary Oldman (VF : Jérôme Keen) : Albert Milo (en réalité, Julian Schnabel lui-même)
- Christopher Walken (VF : Bernard Lanneau) : le journaliste
- Willem Dafoe : l'électricien
- Jean-Claude La Marre (VF : Greg Germain) : Steve « Shenge »
- Parker Posey : Mary Boone
- Courtney Love (VF : Marie Vincent) : Big Pink
- Tatum O'Neal (VF : Micky Sebastian) : Cynthia Kruger
- Chuck Pfeiffer (VF : Jean-Luc Kayser) : Tom Kruger
- Rockets Redglare (VF : Jean-Claude Sachot) : Rockets
- Francis Dumaurier (VF : Jean-Pierre Leroux) : Giorgio
- Hope Clarke : Matilde Basquiat
- Sam Rockwell (VF : Vincent Barazzoni) : Thug
- Ron Brice (VF : Patrice Dozier) : Thug
- Vincent Gallo : lui-même